# 纺锤蛇鲭
紫金魚（学名：[Promethichthys prometheus] 错误：{{Lang}}：文本有斜体标记（帮助）），又名紡錘蛇鯖、帶梭，为帶鰆科紡錘蛇鯖屬下的唯一一个种。分布于日本以及太平洋、印度洋、大西洋温热带海域，包括西沙群岛海域、东海等海域，棲息深度80-800公尺，體長可達100公分。该物种的模式产地在赫勒纳海峡。棲息在大陸坡，屬肉食性，以魚類、頭足類、甲殼類為食，可做為餌魚及遊釣魚。